# Jean Frederic Alewijn
Jhr. mr. Jean Fréderic Alewijn (Breda, 25 februari 1833 - Den Haag, 24 januari 1900) was een Nederlands advocaat en bestuurder. Hij was onder meer secretaris en later directeur van het Kabinet des Konings van koning Willem III der Nederlanden.

## Leven en werk
Alewijn werd in de negentiende eeuw in Breda geboren als een zoon van de luitenant der artillerie en betaalmeester te Amersfoort Martinus Frederik Alewijn (1802-1880) en  diens eerste echtgenote Maria Jacoba van Tets (1799-1844). Hij studeerde rechten aan de Universiteit van Utrecht en hij begon zijn carrière in 1860 als advocaat in Utrecht. Daarna werd Alewijn referendaris van het ministerie van Justitie. Van 23 november 1878 tot 24 maart 1893 was hij directeur van het Kabinet des Konings onder koning Willem III der Nederlanden.
In 1889 werd overwogen om Alewijn tot lid van de Raad van State te benoemen, maar uiteindelijk kreeg het katholieke Tweede Kamerlid Brouwers de voorkeur. Nadat Alewijn in 1891 en 1892 vanwege gezondheid ontslag had gevraagd, overwoog Tak van Poortvliet het kabinet te reorganiseren en onder ministeriële verantwoordelijkheid te brengen. Koningin Emma verhinderde dat. 
Alewijn behoorde als officierszoon tot de kring van mensen waarin de Oranjes vertrouwen stelden, zijn broer was chef van de Nederlandse Generale Staf.  
Alewijn had de ondankbare taak om als schakel tussen de ministerraad en de uiterst prikkelbare en eigengereide koning Willem III der Nederlanden te functioneren.
Alewijn was in 1878 door toedoen van de koning tot directeur van het Kabinet des Konings benoemd. Tijdens zijn directeurschap nam de politieke invloed van de directeur sterk af en werd de post vooral een administratieve functie. Vanwege de ziekte van de koning was het bewaken van de voortgang van de wetgeving vooral in de jaren 1888-1890 een lastige taak. In 1893 kreeg jhr. Alewijn na herhaalde verzoeken aan koningin-regentes Emma eervol ontslag als directeur van wat inmiddels het Kabinet der Koningin was.
Alewijn werd op 12 maart 1882 met het predicaat van jonkheer in de Nederlandse adelstand verheven. Hij was in 1858 commandeur met Ster en werd op 30 mei 1880 bevorderd tot grootkruis in de Orde van de Eikenkroon.
Na 1892 werd hij officier in de Orde van Oranje-Nassau. Een merkwaardig besluit, omdat hij al eerder een Nederlands-Luxemburgs grootkruis had ontvangen en ridder was in de Orde van de Nederlandse Leeuw. De hiërarchie van de Nederlandse orden stond indertijd nog niet vast. Hij was Commandeur in de Orde van de Nederlandse Leeuw. 
Het huwelijk van Jean Frederic Alewijn en Theresia Anna Wechter bleef kinderloos.

## Onderscheidingen
- Grootkruis in de Orde van de Eikenkroon
- Commandeur in de Orde van de Nederlandse Leeuw
- Officier in de Orde van Oranje-Nassau

- Biografisch Portaal: 99884047
- Parlement.com: vg09llzkpgts